# Мюррей, Руби
Руби Мюррей (Ruby Florence Murray; 29 марта 1935 — 17 декабря 1996) — британская и северо-ирландская певица, популярная в 1950-е годы, имевшая десять хитов в национальном хит-параде UK Singles Chart между 1954 и 1959 годам. Ей принадлежит рекорд в истории британской поп-музыки, когда она в марте 1955 года имела одновременно пять хитов в лучшей двадцатке Top Twenty в одну неделю.

## Биография
См. также «Ruby Murray Child star» в английском разделе.
Родилась 29 марта 1935 года в Белфасте, Северная Ирландия, Великобритания.
В возрасте шести недель ей сделали операцию из-за опухших желёз, и в результате у неё был очень хриплый голос. Она гастролировала в качестве поющего ребёнка и впервые появилась на телевидении в 12 лет, когда её заметил продюсер Ричард Афтон. Но из-за законов, регулирующих выступления детей, Мюррей вынуждена была отложить начало своей карьеры в индустрии развлечений. Она вернулась в Белфаст и получила очное образование до 14 лет.
После того, как она снова была замечена Афтоном, Мюррей подписала контракт с лейблом Columbia и её первый сингл «Heartbeat» достиг третьего места в UK Singles Chart в декабре 1954 года. Афтон предложил ей должность постоянной певицы на телевизионном шоу Quite Contrary на BBC, чтобы заменить Joan Regan. Её второй сингл «Softly, Softly» достиг первого емста в 1955 году. Тогда же Мюррей установила рекорд чарта, имея одновременно пять синглов в Top Twenty в одну неделю. В 2014 году Guinness Book of World Records выдал три сертификата, подтверждающих её рекорды, повторенные тремя другими певицами. Рекорд оставался не побитым до 26 февраля 2019 года, когда к прежним рекордсменками (Вера Линн, 1952; Руби Мюррей, 1955; Рианна, 2010), присоединилась Ариана Гранде (2019).
В 1957 году, работая в Блэкпуле, Мюррей познакомился с Берни Берджессом, участником успешного вокального квартета «The Four Jones Boys». Вскоре после этого она покинула Северную Ирландию, чтобы выйти за него замуж и жить с ним в Англии. Берджесс, вопреки сообщениям прессы, не стал её менеджером, а скорее выполнял роль поддерживающего мужа. У пары была совместная песня и танец в 1960-х.
Мюррей боролась с алкоголизмом большую часть своей жизни, и это способствовало распаду её брака в 1974 году. Развод был завершен в 1976 году и Мюррей переехала в Торки (Англия), чтобы жить со старым другом, Рэем Ламаром, бывшим танцором и театральным импресарио, который был на 18 лет старше её. Они поженились в 1991 году в Баббакомбе.
Мюррей имела двое детей, от её брака с Burgess, Джули (р. 1960) и Тим (1965—2020).
Хотя дни её славы в качестве крупной звезды давно прошли, Мюррей продолжала выступать до самого конца своей жизни. Проведя последние пару лет в доме престарелых Asprey, она часто восхищала своих опекунов песнями, и её посещал ее друг актёр и певец Макс Байгрейвс. Она умерла от рака печени 17 декабря 1996 года в возрасте 61 года.
Её второй муж Рэй Ламар умер 3 августа 2005 года от последствий пневмонии в 87 лет.

## Дискография
См. также «Ruby Murray discography» в английском разделе.

### Синглы
Избранные синглы из лучшей десятки британского хит-парада:
- «Heartbeat» (1954) — UK № 3
- «Softly, Softly» (1955) — UK № 1
- «Happy Days and Lonely Nights» (1955) — UK № 6
- «Let Me Go Lover» (1955) — UK № 5
- «If Anyone Finds This, I Love You» (1955) — UK № 4[7][18]
- «Evermore» (1955) — UK № 3
- «I’ll Come When You Call» (1955) — UK № 6
- «The Very First Christmas of All» (1955) — UK № 9 (Record Mirror)
- «You are My First Love» (1956) — UK № 16
- «Real Love» (1958) — UK № 18
- «Goodbye Jimmy, Goodbye» (1959) — UK № 10